# بخش پریمرو د مایو
بخش پریمرو د مایو (به اسپانیایی: Departamento Primero de Mayo) یک منطقهٔ مسکونی در آرژانتین است که در استان چاکو واقع شده‌است. بخش پریمرو د مایو ۱٬۸۶۴ کیلومتر مربع مساحت و ۹٬۱۳۱ نفر جمعیت دارد.